# Рогачић (острво)
Рогачић је мало ненасељено острво у хрватском делу Јадранског мора у Корчуланском архипелагу.
Рогачић де налази у Пељешком каналу око 0,3 км западно од острва Бадије. Површина острва износи 0,014 км². Дужина обалске линије је 0,44 км.. 